# Потехин, Иван Изосимович
Ива́н Изо́симович Поте́хин (1 октября 1903 — 17 сентября 1964) — советский учёный-африканист, первый директор Института Африки РАН. Доктор исторических наук.

## Биография
Родился в крестьянской семье в селе Кривошейнено, Красноярского края. Его семья принадлежала к старожильческой сибирской фамилии. В 1918 году окончил двухклассное училище в селе Новоселове. В 1917—1921 годах работал простым рабочим на кожевенном заводе «Трудовой Восток». Во время работы на заводе И. И. Потехин прошел военный всеобуч. В феврале 1921 г. Ивана Изосимовича приняли в заводскую коммунистическую ячейку. С января 1921 года по февраль 1922 года был студентом Минусинского отделения Рабфака Томского университета. В 1922—1923 годах обучался в Енисейской губернской советско-партийной школе в Красноярске. С 1922 и по 1929 год находился на комсомольской и партийной работе. В 1929 году был мобилизован и служил политруком роты в составе 21-й дивизии ОДВА. Участвовал в боях на КВЖД. После демобилизации и непродолжительной работы завагитпропом 2 горрайкома ВКП(б) Томска в августе 1930 года был направлен на учёбу в Ленинградский университет, где стал заниматься изучением Африки под руководством Д. А. Ольдерогге.
После двух лет обучения в Ленинградском университете И. И. Потехин был направлен на преподавательскую работу в Коммунистический университет трудящихся Востока (КУТВ). В нём он занимался с африканскими студентами и одновременно вёл научную работу и обучался в аспирантуре. В этот период Иван Изосимович активно сотрудничал с секретарем ЦК Коммунистической партии Южной Африки Альбертом Нзулой (Томом Джексоном), подружился со студентами Джоном Марксом, будущим председателем Южно-Африканской компартии, и Мозесом Котане, будущим генеральным секретарем партии. В 1936 году И. И. Потехина уволили из КУТВа в связи с тем, что он был «привлечен к партийной ответственности за притупление бдительности». Вернулся он на преподавательскую работу лишь осенью 1939 года — преподавателем кафедры основ марксизма-ленинизма в Московском стоматологическом институте. В этом году, в декабре, Потехин защитил в Институте Востоковедения кандидатскую диссертацию «История аграрных отношений в Южной Африке». Через несколько дней после защиты диссертации Потехин в должности военкома военно-санитарного поезда был направлен на Финскую войну. В 1941 году Потехин был мобилизован в войска НКВД, где служил в должности преподавателя основ марксизма-ленинизма Высшей офицерской школы.
В 1946 году Потехин вернулся в африканистику, поступил на работу старшим научным сотрудником в Институт этнографии. В 1949 году занял пост заместителя директора. По инициативе Потехина московскими и ленинградскими африканистами началась работа над томом «Народы Африки», который был закончен и вышел в свет в 1954 году. Эта работа стала первым обобщающим фундаментальным трудом по истории и этнографии Африки в отечественной африканистике. Впоследствии она была удостоена премии имени Н. Н. Миклухо-Маклая. В 1955 году защитил докторскую диссертацию «Формирование национальной общности южно-африканских банту», которая была издана отдельной книгой.
В 1957 году Потехин первым из советских африканистов совершил научную командировку в страну Тропической Африки — провёл три месяца в Гане. На основе своих путевых дневников издал книгу — «Гана сегодня» (1957). В апреле 1959 года в СССР было принято решение организовать Ассоциацию дружбы с народами Африки. Целью её работы должно было стать создание и обеспечение функционирования советских культурных центров в Африке. Председателем Ассоциации был утвержден Потехин. С образованием в 1959 году Института Африки он стал его директором.
Умер Иван Изосимович 17 сентября 1964 года после тяжёлой и продолжительной болезни. Похоронен на Новодевичьем кладбище.
Дочь Гера (1929—1976) — литературовед-африканист, во втором браке была замужем за П. Г. Кузнецовым (1924—2000).

## Оценки
Высокого мнения о научной и политической деятельности И. И. Потехина был Кваме Нкрума. В его телеграмме, присланной в связи с кончиной Ивана Изосимовича, были следующие слова: «Кончина профессора Потехина лишила мир великого ученого и преданного своему делу африканиста. С глубокой скорбью будут вспоминать о нём многочисленные друзья во всем мире».
Джон Маркс, председатель ЮАКП, говорил о Петехине, вспоминая своё знакомство с ним во время обучения в КУТВе: 

Я считаю Ивана Изосимовича Потехина своим учителем… Мы были студентами, а Потехин — нашим профессором. Он читал лекции по русской истории и по британской колониальной политике на Юге Африки, а также вел семинары по политическим вопросам текущего момента. Как я теперь помню Потехина, он был тогда энергичным молодым ученым, прирождённым преподавателем-тружеником, который, обучая нас, никогда не упускал возможности учиться сам.— Становление отечественной африканистики, 1920-е — начало 1960-х / Отв. ред. А. Б. Давидсон. — М.: Наука, 2003. —  С. 311
Ещё более высоко оценивал роль Потехина Мозес Котане, генеральный секретарь ЮАКП: 

У нас были долгие и очень интересные беседы, и каждый раз он проявлял глубокое понимание наиболее сложных проблем Южной Африки. Его вклад в науку оказался очень велик, потому что он одним из первых подошёл к этим проблемам с марксистских позиций — во времена, когда буржуазная наука господствовала в африканских исследованиях.— Становление отечественной африканистики, 1920-е — начало 1960-х / Отв. ред. А. Б. Давидсон. — М.: Наука, 2003. — С. 311
Анализу трудов и научному вкладу Потехина посвятил отдельную главу английский советолог Вальтер Коларц в своей книге «Коммунизм и капитализм». Коларж ставил в вину Потехину то, как менялась точка зрения последнего. В начале 1950-х годов он писал о Кваме Нкруме как о коллаборационисте, а уже в 1957 года во время поездки в Гану приветствовал новый режим. Невысокого мнения был Коларц и о ранних трудах Потехина об Африке, особенно критиковал идеи о возможности Африки миновать капитализм. Как указывает И. И. Филатова, Потехин в послевоенные годы развивал в своих трудах сталинское положение о ведущей роли пролетариата в национально-освободительном движении в странах Африки. Критически оценивал взгляды советских учёных и, в частности, Потехина малийский государственный деятель Сейду Куйяте. Он считал, что они недостаточно понимают своеобразие развития Мали где «практически отсутствуют классы и классовая борьба».
И. И. Филатова, в свою очередь, отмечает, что книга Потехина «Формирование национальной общности южно-африканских банту» имела широкий отклик в Южной Африке. Отрывки из неё были самостоятельно переведены на английский язык и изданы самиздатовским способом. В таком виде книга Потехина попала даже в некоторые библиотеки.
А. Б. Давидсон отмечает, что Потехин отличался чрезвычайной работоспособностью. Не имея специального образования, не зная иностранных языков, Иван Изосимович вскоре стал одним из локомотивов отечественной африканистики. Только за 1932—1936 годы он опубликовал более 20 статей и, совместно с А. З. Зусмановичем и Томом Джексоном (под этим псевдонимом писал деятель Коммунистической партии Южной Африки Альберт Нзула), книгу «Рабочее движение и принудительный труд в негритянской Африке». После Второй мировой войны Потехин стал одним из зачинателей в СССР исследования процессов этнической консолидации в Африке. Им же были сделаны первые шаги в направлении «практического» подхода в исследовании антиколониальных движений. Что проявилось в большем упоре в исследованиях на фактический материал, который не всегда удавалось подогнать под положения советского марксизма.

## Основные работы
- Принудительный труд и профдвижение в негритянской Африке. М.: Профиздат, 1933 (в соавт. с А. Зусмановичем иТ. Джексоном).
- Народы Африки / Под редакцией Д. А. Ольдерогге, И. И. Потехина. — М.: Изд-во Академии наук СССР, 1954. (автор разделов)
- Формирование национальной общности южно-африканских банту. — М.: Изд-во Академии наук СССР, 1955.
- Гана сегодня. Дневник. 1957. М.: Гос. изд-во геогр. лит-ры, 1959.
- Африка смотрит в будущее. — М.: Изд-во восточной лит-ры, 1960.
- Новый этап в развитии советской африканистики // Вестник АН СССР. 1960. № 8. С. 56-61.
- Характерные черты распада колониальной системы империализма в Африке // Проблемы востоковедения. 1960. № 1. С. 12-29.
- Панафриканизм и борьба двух идеологий // Коммунист. 1964. № 1. С. 101—108.
- Становление новой Ганы. — М.: Наука. Главная редакция восточной литературы, 1965[20]